# رؤوف وصفي
رِؤوف وصفي (14 فبراير 1939 - 5 نوفمبر 2020)، كاتب مصري معاصر، ساهم تكوينه العلمي في توجيه كتاباته القصصية نحو حكايات الخيال العلمي. حصل على جائزة أدبية من جمعية دكنز للروايات العالمية حيث اختيرت بعض قصصه الرائعة للعرض على الجمعية، كما أنه قدم بعض المقالات في مثل مجلة ماجد ومجلة العربي الصغير. قام بالتدريس في الجامعة الأمريكية بالقاهرة وجامعة المستنصرية ببغداد.

## مؤلفاته
- الكون والثقوب السوداء، سلسلة عالم المعرفة، الكويت، 1979م.[3]
- قصص من الخيال العلمي، الهيئة المصرية العامة للكتاب، 1992م
- سلسلة نوڤا للخيال العلمي
- المارد المعدني
- مغامرة في القرن 25
- رحلة إلى المستحيل
- القنبلة النيترونية
- شواطئ الأبدية